# Куцяк, Пётр Васильевич
Пётр Васильевич Куцяк псевдонимы Сава Чалый, Ол. Ч-ий (около 1890  — ?) —  член Украинской центральной Рады и Всероссийского учредительного собрания.

## Биография
Окончил Винницкую учительскую семинарию. До войны учительствовал в Ямпольском уезде Подольской губернии. Под псевдонимом «Сава Чалый» написал ряд статей о борьбе украинского народа за независимость. Находился под надзором полиции с 1911 года. В годы Первой мировой войны (1917) — подпоручик 22-го Кавказского стрелкового полка. В июне 1917 года избран в состав Всеукраинского совета военных депутатов, затем — в Украинской Центральной Рады. Член Украинской партии социалистов-революционеров.
С 23 ноября 1917 до января 1918 года — председатель Кавказской краевой украинского совета. Позже — редактор газеты «Украинская Народная Республика». Избран во Всероссийское учредительное собрание в избирательном округе Юго-Западного фронта по списку № 3 (по объединённому украинскому социалистическому списку (украинские эсеры, украинские социал-демократы, казаки-социалисты).
После ареста в Виннице и публичного отречения от УПСР был комиссаром университета в Каменце-Подольском.

## Сочинения
- Куцяк П. Демократична нарада й Украïнська справа. (14-23 вересня 1917 р. у Петрограді): доклад на украïнському військовому з'ïзді Південно-Західнього фронту (4-9 жовтня 1917 р. у Бердичеві) / Петро Куцяк (С. Чалий). - Б.м.: Тип. "Голос фронта", 1917. - 39 с.
- Ч-ий Ол. Про Центральну Раду і Раду Народніх Міністрів: складено видавництвом "Відродження" / Ол. Ч-ий. – К.: "Інформаційне бюро" М.В.С., 1918. - 96 с.